# Bugtilemur mathesoni
Genre
Espèce
Bugtilemur est un genre éteint de primates strepsirrhiniens provisoirement placé dans la famille des Cheirogaleidae, qui comprend les genres Cheirogaleus et Microcebus. Il est représenté par une seule espèce, B. mathesoni, qui a été trouvée dans la Formation de Chitarwata au Pakistan, qui est datée de l'Oligocène supérieur (Chattien), il y a environ entre 28 et 23 Ma (millions d'années).
Si cette classification est exacte, Bugtilemur serait le plus ancien fossile de lémuriens et le seul primate lémuriforme, disparu ou existant trouvé en dehors de Madagascar, ce qui complique de manière significative les théories de l'évolution et de la diversification des lémuriens.
Décrit à partir de quelques dents, l'échantillon possède une canine inférieure qui, selon Marivaux et al., confirme la présence du peigne dentaire spécifique des Strepsirrhini. En outre, en se basant sur la morphologie des molaires, il a de fortes affinités avec le genre Cheirogaleus. Toutefois, Bugtilemur semble être beaucoup plus petit que les espèces du genre malgache et son peigne était plus court et plus large.